# Tschechische Unihockeynationalmannschaft der Frauen
Die tschechische Unihockeynationalmannschaft der Frauen repräsentiert Tschechien bei Länderspielen und internationalen Turnieren in der Sportart Unihockey. 2011 konnte das tschechische Team die erste Medaille für sich verbuchen – es bezwang im Spiel um den dritten Platz die Schweiz.

## Platzierungen

### Weltmeisterschaften
| WM   | Austragungsort(e)           | Platz        |
| ---- | --------------------------- | ------------ |
| 1997 | Mariehamn und Godby         | 6. Platz     |
| 1999 | Borlänge                    | 5. Platz     |
| 2001 | Riga                        | 5. Platz     |
| 2003 | Bern, Gümligen und Wünnewil | 7. Platz     |
| 2005 | Singapur                    | 7. Platz     |
| 2007 | Frederikshavn               | 5. Platz     |
| 2009 | Västerås                    | 4. Platz     |
| 2011 | St. Gallen                  | 3. Platz     |
| 2013 | Brünn, Ostrava              | 4. Platz     |
| 2015 | Tampere                     | 4. Platz     |
| 2017 | Bratislava                  | 4. Platz     |
| 2019 | Neuenburg                   | 4. Platz     |
| 2021 | Uppsala                     | 4. Platz     |
| 2025 | Brno und Ostrava            | qualifiziert |
| 2027 | Turku                       |              |

### Europameisterschaften
| EM   | Austragungsort(e) | Platz    |
| ---- | ----------------- | -------- |
| 1995 | Schweiz           | 6. Platz |
| 2026 | Göteborg          |          |

### World Games
| WM   | Austragungsort(e) | Platz    |
| ---- | ----------------- | -------- |
| 2025 | Chengdu           | 4. Platz |

## Trainer
- -2014 Karolína Šatalíková und Markéta Šteglová
- seit 2014 Miroslav Janovský